# Europaparlamentets utskott för utrikesfrågor

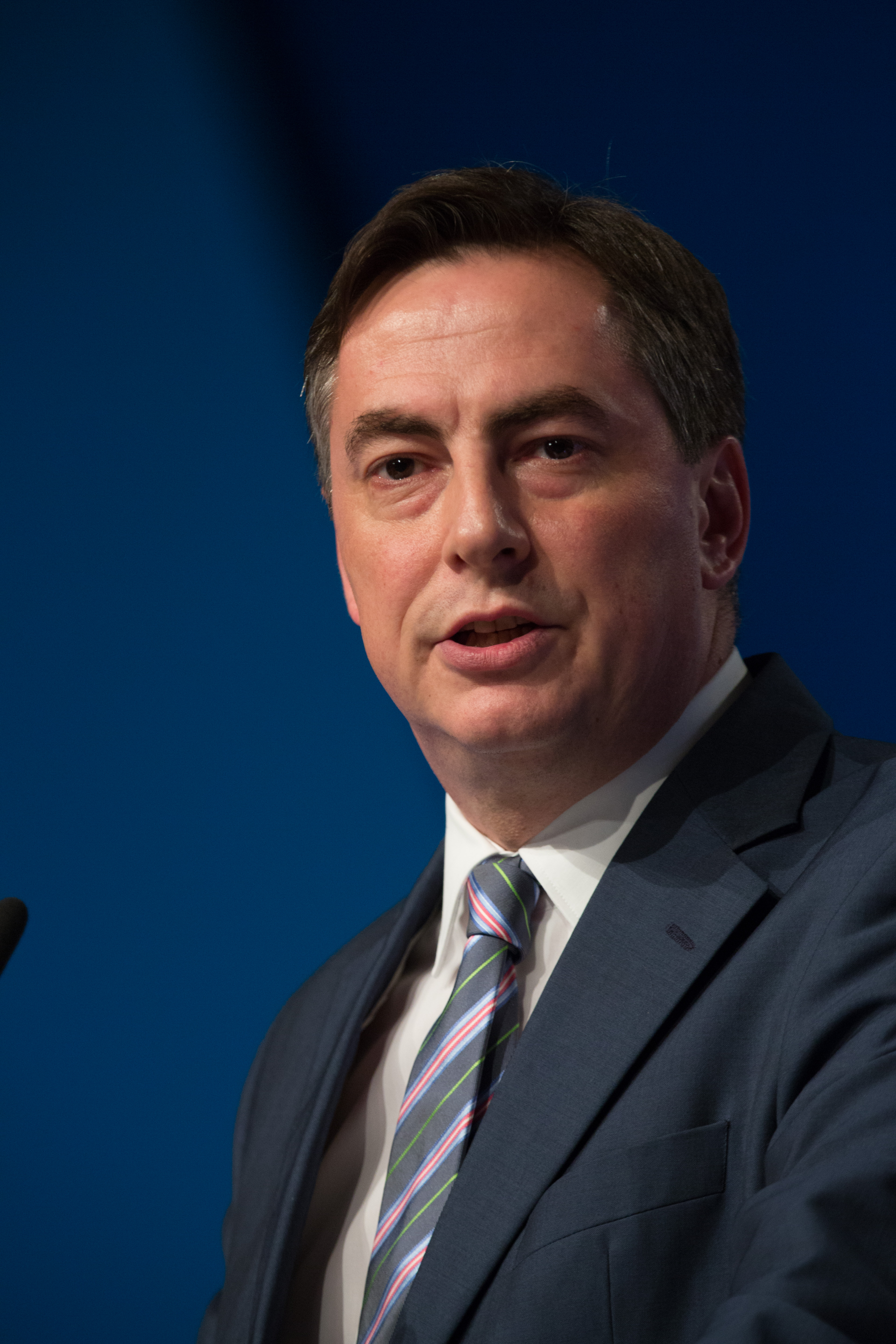
David McAllister, ordförande i Utskottet för utrikesfrågor

Europaparlamentets utskott för utrikesfrågor (franska: La Commission des affaires étrangères du Parlement européen, AFET) är ett av Europaparlamentets 20 ständiga utskott för att bereda ärenden i parlamentet. 
Utskottet för utrikesfrågor har två underutskott:
- Underutskottet för mänskliga rättigheter (la sous-commission droits de l'homme, DROI)
- Underutskottet för säkerhets- och försvarsfrågor (la sous-commission sécurité et défense, SEDE)

## Ordförande per augusti 2019
- Utskottet för utrikesfrågor: David McAllister (EPP, Tyskland)
- Underutskottet för mänskliga rättigheter: Marie Arena (S&D, Belgien)
- Underutskottet för säkerhets- och försvarsfrågor: Nathalie Loiseau (RE, Frankrike)